# جایزه بزرگ سان مارینو ۱۹۸۹
جایزه بزرگ سان مارینو ۱۹۸۹ (انگلیسی: ‎1989 San Marino Grand Prix‎) یک مسابقهٔ موتوری در رشتهٔ اتومبیل‌رانی فرمول یک بود که در تاریخ ۲۳ آوریل ۱۹۸۹ در پیست اتومبیل‌رانی انزو دینو فراری واقع در ایمولا، امیلیا-رومانیا، ایتالیا برگزار شد. این گراند پری در میان ۱۶ گراند پری در فصل ۱۹۸۹، مسابقهٔ شمارهٔ ۲ بود.
در این مسابقه که در ۶۱ دور و به مسافت ۳۰۷٫۴۴۰ کیلومتر (۱۹۱٫۰۳۴ مایل) برگزار شد، پول پوزیشن توسط آیرتون سنا کسب شد و سریع‌ترین زمان برای طی یک دور پیست که برابر با ۱:۲۶٫۷۹۵ بود نیز توسط آلن پروست به ثبت رسید.
آیرتون سنا از تیم مک‌لارن-هوندا، آلن پروست از تیم مک‌لارن-هوندا و آلساندرو نانینی از تیم بنتون-فورد به‌ترتیب مقام‌های اول تا سوم مسابقه را کسب کردند.

## رده‌بندی قهرمانی پس از مسابقه
| جایگاه | راننده          | امتیاز |
| ------ | --------------- | ------ |
| ۱      | آلن پروست       | ۱۲     |
| ۲      | آیرتون سنا      | ۹      |
| ۳      | نایجل منسل      | ۹      |
| ۴      | آلساندرو نانینی | ۵      |
| ۵      | موریشیو گوژلمین | ۴      |
| منبع:  |                 |        |

| جایگاه | سازنده       | امتیاز |
| ------ | ------------ | ------ |
| ۱      | مک‌لارن-هوندا | ۲۱     |
| ۲      | فراری        | ۹      |
| ۳      | بنتون-فورد   | ۸      |
| ۴      | مارچ-جاد     | ۴      |
| ۵      | اروز-فورد    | ۴      |
| منبع:  |              |        |

یادداشت
- تنها پنج جایگاه نخست از هر رده‌بندی نمایش داده شده‌است.